# Rouleau à gazon

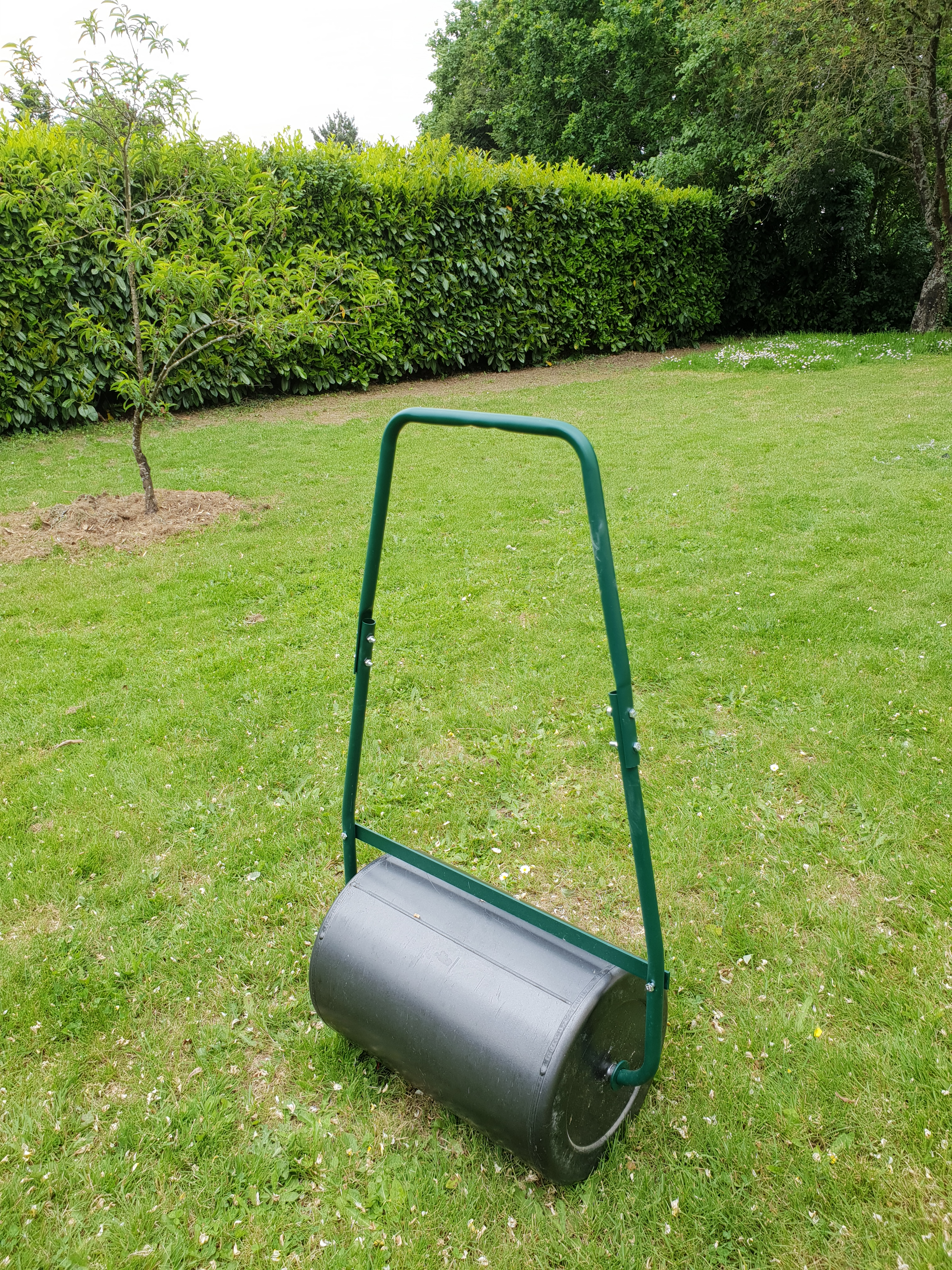
Rouleau à gazon manuel

Le rouleau à gazon est un tambour creux,  d'acier ou de matière plastique, généralement lesté par du sable ou de l'eau, qui permet de travailler une pelouse par tassement. 

## Fonctions
Le roulage est pratiqué à plusieurs étapes que ce soit pour une pelouse neuve ou une pelouse établie.

### Préparation d'une pelouse neuve
Il est utilisé avant le semis pour affermir et stabiliser la terre. Il est ensuite utilisé pour enfoncer fermement les graines dans le sol.

### Entretien d'une pelouse établie
Le roulage encourage le tallage du gazon. C'est la troisième technique usuelle avec la scarification et l'aération pour favoriser une pelouse dense, verte et épaisse. 
Cette opération simple consiste à coucher les brins d'herbe du gazon et à développer la croissance des graminées.     
Cette forme d'entretien est encore peu courante en France, alors qu'elle est commune en Angleterre où son importance la rend aussi usuelle que l'arrosage du jardin dans l'Hexagone.   

## Roulage sur pelouse  établie

### À la sortie de l'hiver
Le rouleau à gazon va aplanir le sol, qui a été soulevé par l'alternance du gel et du dégel. Après le gonflement hivernal, souvent imperceptible au jardinier, les racines des herbes perdent le contact avec le substrat nourricier. Ce phénomène s'observe plus couramment sur un sol sableux, car sa légèreté le rend plus facile à déplacer qu'un sol argileux plus compact et plus lourd. Le passage du rouleau élimine les poches d'air, réenracine les graminées, affermit le sol et corrige les petites irrégularités de surface ,. L'aspect visuel du terrain s'en trouve amélioré ; il paraît plus lisse et homogène. Le roulage se pratique au début du printemps, entre mars et avril selon les régions.   

### Limitations
Le roulage du gazon est à faire impérativement sur une pelouse après le dégel complet et un sol ressuyé.  

### En entretien hors de la période hivernale

#### Rechausse l'herbe
Le rouleau à gazon permet de replacer les touffes de gazon en terre qui ont été déchaussées par :  
- Le piétinement,
- L'arrachage normal dû aux jeux d'enfants,
- Les passages de la tondeuse,
- Voire une scarification trop énergique [1]

En rechaussant l'herbe, le roulage évite que les brins d'herbe meurent, créent des trous dans le gazon ou finissent par augmenter la taille du feutrage (avec l'augmentation connexe du risque de mousses). Pour certains, le roulage ne serait pas indispensable de mars à octobre, et pourrait n'être pratiqué une deuxième fois qu'avant l'hiver (voir chapitre suivant 'Avant l'hiver').     

#### Favorise le tallage

Tallage typique de graminées (plants d'orge)

Le passage du rouleau favorise le tallage des graminées. Le tallage est la capacité des graminées à développer de nombreuses tiges adventives qui naissent à la base de la tige principale ; elles forment alors des touffes denses, d'où un gazon épais, qui se développe de façon tissée et prend l'aspect d'un tapis vert ,,. Le gazon dense, en bonne santé, ne laisse plus de place aux adventices comme à la mousse. Certains auteurs rappellent que l'amélioration du tallage n'a pas été prouvée scientifiquement.     

##### Limitations
- En dehors de la période hivernale, certains auteurs indiquent que le roulage des pelouses n'est pas indispensable, surtout si la tonte a été effectuée avec des tondeuses à lames hélicoïdales munies de rouleau. Pour les terrains de sport, l'opération serait même déconseillée car elle accentue le compactage du sol[3].
- En aucun cas, le roulage ne doit avoir pour objectif d'améliorer la planéité de la surface, il supprimera tout au plus quelques petites irrégularités superficielles[5].

## Avant l'hiver
Il est préconisé de passer le rouleau vers le mois d'octobre, après la dernière tonte de l’année. Cette opération pré-hivernale permet de replacer les brins d’herbe dans le sol avant le repos hivernal. Les brins ont pu être arrachés entre le printemps et l’automne par diverses causes : tontes, jeux d’enfants, passages réguliers, etc. Il est donc utile de les remettre en place avant la période froide.   

## Roulage sur pelouse neuve

### Avant l'ensemencement,
Le rouleau à gazon sur un terrain nu sert à créer un lit de semences correctement tassé et stabilisé, avant l'ensemencement.

### Après l'ensemencement
Dans le cas particulier d'une pelouse qui vient d'être ensemencée, ou après usage d'un gazon de regarnissage, il est indispensable d'utiliser le rouleau à gazon pour :      
- fixer les graines dans le sol,
- favoriser leur germination
- éviter que des graines ne meurent par absence de nutriments ou dessèchement
- éviter que des graines ne s'envolent[1],[7].

Il s'agit d'une tâche ponctuelle et non d'un entretien courant du gazon. Un rouleau chargé d'environ 80 kg représente le poids moyen maximum des personnes qui foulent la pelouse, garant du non tassement ultérieur du gazon par piétinement .              
Certaines graines lèvent en 5 à 6 jours ; la levée complète se produit après 3 à 4 semaines. Elle est favorisée par la chaleur et l'humidité .               
Lorsque le nouveau gazon atteint une hauteur de 5 cm, un nouveau roulage favorise l'implantation du gazon et l'émission de nouvelles racines.                

#### Limitations
- Sur un sol nu, il est nécessaire que le sol soit sec pour passer le rouleau, sinon la terre comme les graines adhérent au cylindre[6].
- Si la pluie fait défaut, il est utile d'arroser pour maintenir la terre humide jusqu'à la première tonte et après[6].

## Fréquence

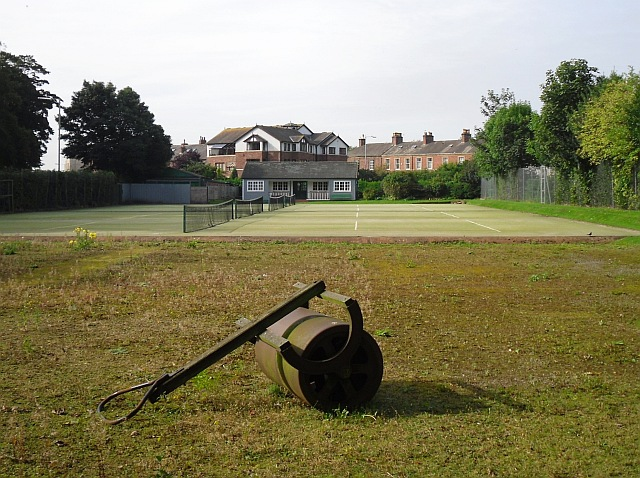
Rouleau à gazon utilisé pour un court de tennis sur herbe - Stanwix

La fréquence idéale de roulage du gazon est de trois fois par an, mais d'autres sources parlent d'une à deux fois par an seulement (le roulage de mai ou juin étant alors supprimé)  :       
1. L'opération primordiale est après la première tonte de printemps : pour le réancrage de la pelouse [1].
2. En mai ou en juin, le deuxième roulage favorise le tallage de la pelouse en phase de croissance[1].
3. Avant le début de l'hiver, le roulage rechausse les plantes malmenées par plusieurs mois de passages répétés de la tondeuse et tasse légèrement le sol pour le préparer aux rigueurs de l'hiver[1].

### Restrictions
Le roulage du gazon est à proscrire : 
- sur un sol gelé. Il abimerait les feuilles des graminées[1].
- sur un sol trop sec, son action est inefficace, d'autant que le roulage fragiliserait et endommagerait les racines[1],[5].
- sur un sol détrempé. Il va surtout compacter la terre, en particulier si le terrain est argileux ; il peut faire remonter en surface les éléments fins de la terre et ainsi occasionner son colmatage [1],[3]. Par ailleurs, le roulage par temps humide fait migrer l'eau à la surface et transforme la pelouse en rizière.
- sur sol trop plastique. Le sol est alors déformable avec un risque élevé de compactage[5].

## Usage
La technique du roulage est simple. Elle consiste au passage d'un gros rouleau sur la totalité de la pelouse. La progression est suffisamment lente pour que le rouleau :  
- soit en permanence en contact avec la terre,
- ait le temps de compacter le sol,

- ne fasse pas de petits rebonds qui compromettent l'homogénéité du travail [5].

L'idéal est de travailler par temps ni trop humide ni trop sec et de procéder par passes croisées. 

### Précautions
Il est important de vidanger les rouleaux lestés à l'eau avant l'hiver.  
Les déjections de vers de terre inesthétiques (les turricules) doivent être retirées ou balayées avant le passage du rouleau.   

## Caractéristiques
Le rouleau à gazon est constitué d'un cylindre et d'un manche. Les rouleaux à bord arrondis et à grande largeur de travail (mais inférieure à 1 m) présentent l'avantage de ne pas marquer la terre et protège les jeunes plants,. Le poids du rouleau au centimètre de génératice ne doit pas excéder 2 kg/cm. 

### Rouleaux manuels
Ils sont poussés par le jardinier. 

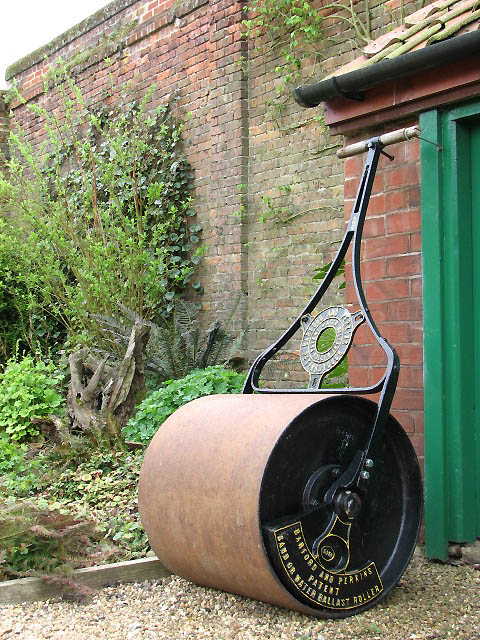
Modèle antique de rouleau de jardin lesté avec de l'eau ou du sable

Les modèles actuels sont plus maniables que les gros rouleaux métalliques d'il y a 20 ou 30 ans.  

#### Autrefois
Les rouleaux de jardiniers étaient des modèles en fonte ou en pierre bleu, souvent décoratifs.  

#### Aujourd'hui
Les rouleaux à gazon manuels sont des cylindres creux, en acier ou en matière plastique.    
Il existe 2 modèles de rouleaux :   
- le rouleau à remplir avec du sable ou de l'eau,
- le rouleau à poids fixe, qui est un peu plus lourd (de 60 à 80 kg) [7].

Le modèle à remplissage dispose d'une ouverture dans le cylindre (ou de deux de chaque côté) pour ajuster le poids et favoriser le tassement du gazon. La charge est adaptée selon la personne qui pousse le rouleau, selon que l'opération est pratiquée sur terrain nu ou engazonné, selon la morphologie du terrain (horizontal, bosselé ou légèrement incliné). 
La largeur du rouleau à gazon pour les jardins privés est de 45 à 55 cm (voire 60 cm). Le volume du cylindre à lester est de 30 l à 60 l. La densité du sable fin est de 1,5 à 1,7 ; de fait, le sable permet pour un même volume, un chargement du cylindre en poids de 50 à 70% supérieur à celui d'un remplissage à l'eau. Un rouleau chargé d'un poids de 40 à 50 kg pour une largeur de cylindre de 40 à 50 cm (soit 1 kg par cm de génératrice) permet de répartir correctement le poids sur le gazon sans trop tasser le sol. Un rouleau trop lourd pourrait casser les jeunes plants.   
Les modèles sont souvent équipés d'une raclette pour le nettoyage externe du tambour.    

### Rouleaux tractés

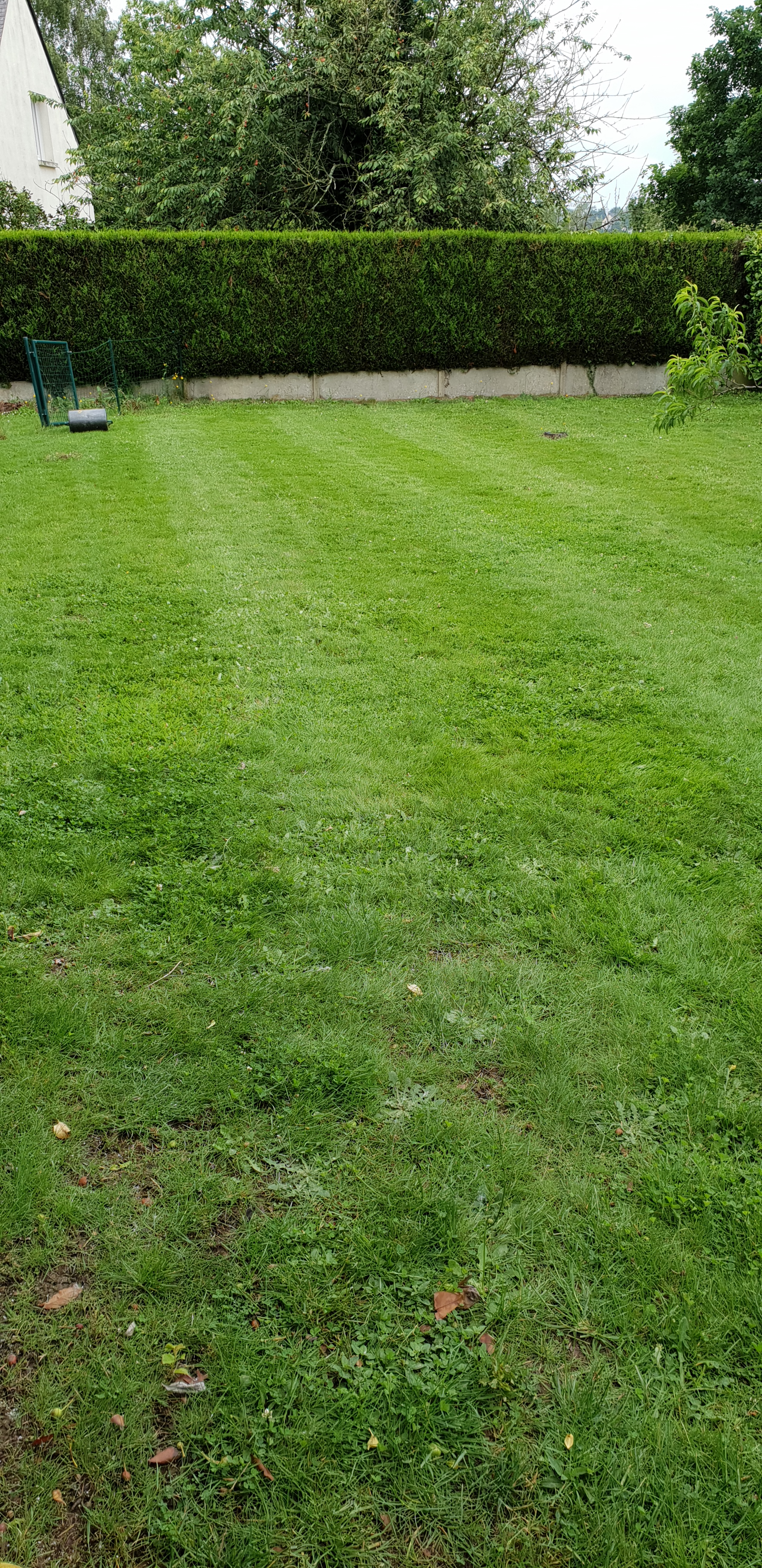
Bandes vertes formées au rouleau à gazon

Ils sont tirés par un mini-tracteur auxquels ils sont attelés. Les rouleaux larges (autant que possible sans dépasser toutefois le mètre de travail) réduisent le nombre de passages. Les billes indépendantes permettent de ne pas endommager la surface lors des virages de l'appareil.  Pour les très grandes surfaces, le rouleau agricole est aussi adapté . 
Sur certains modèles tractés, des aérateurs pointus (des pointes de longueur de 5 à 6 cm) peuvent être adaptés pour rendre le sol moins compact et permettre le passage de l'eau, de l'air et des nutriments vers le système de racines.   
Les rouleaux tractés sont plus lourds, jusqu'à 100 kg. Le mètre linéaire de billes pèse entre 100 et 200 kg.

### Rouleaux avec tondeuses hélicoïdales
Le roulage du gazon peut être effectué simultanément à la tonte pour un gain de temps. C'est le cas des tondeuses hélicoïdales à rouleau arrière, que l'on retrouve pour les gazons traités sur un mode anglais. Le rouleau est à l'origine des bandes vertes esthétiques, typiques des parcs, greens et des terrains de sport. Le rouleau incline les brins d'herbe et le sens de passage de la tondeuse entraine les nuances de vert et de brillance.  